# Klaus-Josef Notz
Klaus-Josef Notz (* 23. Mai 1942 in Stockach, Baden; † 4. Mai 2013 in Röhrmoos) war ein deutscher römisch-katholischer Theologe, Diplom-Soziologe, Religionswissenschaftler und Autor, dessen wissenschaftliches Interesse dem Buddhismus gewidmet war.

## Leben und Wirken
Notz studierte katholische Theologie, Soziologie und Religionswissenschaft, von 1966 bis 1971 zunächst an der Philosophisch-Theologischen Hochschule (Hochschule der Salesianer Don Boscos) in Benediktbeuern und schloss 1971 mit einem Diplom in Theologie ab. Von 1971 bis 1974 war Notz als Erziehungsleiter in einem Jugendheim in Forchheim in Oberfranken tätig. Von 1974 bis 1982 folgte ein Studium der Soziologie, das er mit einem Diplom 1979 beendete. Wichtige Nebenfächer waren die Sozialpsychologie und die Geschichte der Religionswissenschaft. Von 1978 bis 1984 studierte er am Institut für Religions- und Missionswissenschaft der Universität München. Hier wurde Notz im Jahre 1982 von der dortigen Alma Mater zum Doctor theologiae promoviert.
Seit 1984 war er an der Münchner Volkshochschule u. a. für den Fachbereich Religions- und Kulturwissenschaft programmverantwortlich. Seit 1996 nahm er die Aufgaben als Lehrbeauftragter am Institut für Religionswissenschaft der Universität München wahr. Er war seit 1971 in Benediktbeuern Mitglied der Sozialdemokratischen Partei Deutschlands und mehrfach Ortsvorsitzender der Partei in Röhrmoos.
Notz war verheiratet und hatte mit seiner Ehefrau Helga Notz drei Kinder.

## Schriften (Auswahl)
- Herders Lexikon des Buddhismus. Hohe, Erftstadt 2007
- Der Buddhismus in Deutschland in seinen Selbstdarstellungen. Eine religionswissenschaftliche Untersuchung zur religiösen Akkulturationsproblematik. Frankfurt am Main/Bern/New York 1984
- Lexikon des Buddhismus Grundbegriffe, Tradition, Praxis. Verlag Herder, Freiburg / Basel / Wien 1998, ISBN 3-451-04700-4, als Digitalisat Directmedia, Berlin 2001 (yumpu.com)
- Katharer und Kartäuser – ein (un)-möglicher Vergleich. In: James Lester Hogg (Hrsg.): The Mystical Tradition and the Carthusians. Tl. 5 (1996), Salzburg (1995–1997), S. 67–82
- Buddhistische "Sokratik". Das Schüler-Meister-Verhältnis im Zen. In: Hermann Horn (Hrsg.): Festschrift für Gerhard J. Bellinger zum 65 Geburtstag. Didaskalos, Studien zum Lehramt in Universität, Schule und Religion, (= Band 37, Schriftenreihe der Universität Dortmund), Projekt Verlag, Freiburg im Breisgau 1996